# Оразов, Биржан Арманулы
Би́ржан Арманулы Ора́зов (каз. Біржан Арманұлы Оразов; род. 17 октября 1994, Аягоз, Семипалатинская область) — казахстанский игрок в мини-футбол, нападающий клуба «Кайрат» и сборной Казахстана. Лучший бомбардир чемпионата Европы по мини-футболу 2022 года.

## Клубная карьера
Родился 17 октября 1994 года в городе Аягоз Восточно-Казахстанской области. Когда Биржану было два года его родители развелись. Мать — Айгуль, сестра — Айгерим.
Футболом начал заниматься в восемь лет. Первый тренер — Асет Мейрамханович Карманов. По совету друга поступил в Алматинский государственный колледж энергетики и технологий. Во время учёбы играл в любительской лиге. В 18 лет стал бронзовым призёром чемпионата Казахстана по пляжному футболу 2013 года. Являлся игроком сборной Казахстана по пляжному футболу. Пробовал в силе в футболе, находился на просмотре в командах «Ак Булак» и «Сункар», однако им не подошёл.
С 2013 по 2016 год играл за мини-футбольный клуб «Ушкын-Искра». Выступал в составе мини-футбольной команды Сайран из Астаны. После закрытия клуба из-за финансовых проблем Оразов перешёл в «Жетысу». С 2017 года выступает за «Кайрат». В новом сезоне 2024-25 после ухода Игиты в Семей выбран новым капитаном  «Кайрата». 
Биржан Оразов из-за травмы полученной в матче против Аргентины в 2024 году пропустит Лигу чемпионов.

## Карьера в сборной
В составе сборной Казахстана по мини-футболу участвовал в чемпионате Европы 2018 (4-е место) и чемпионате мира 2021 (4-е место). Лучший бомбардир чемпионата Европы 2022 года, где забил 7 голов. На чемпионате мира в Узбекистана в матче против Испании забил на 7-секунде, который зарегистрирован как самый быстрой гол на ЧМ в 21 веке. 

## Достижения
- Чемпион Казахстана (4): 2017/18, 2018/19, 2019/20, 2020/21
- Обладатель Кубка Казахстана (4): 2018, 2019, 2020, 2021
- Обладатель Суперкубка Казахстана (2): 2018, 2019
- Серебряный призер Лиги Чемпионов УЕФА 2019[6]
- Лучший бомбардир чемпионата Европы по мини-футболу 2022 года
- Лучший спортсмен года по версии Vesti.kz 2021

## Личная жизнь
Жена — Айгерим Ерболаткызы. Сын — Динмухаммед Биржанулы.